# Раджкот
Раджко́т (хинди राजकोट) — город в индийском штате Гуджарат. Четвёртый по численности населения город штата, после Ахмедабада, Сурата и Вадодары. Раджкот образует 35-ю по величине городскую агломерацию Индии с населением более 1,28 миллиона человек (2012 год).
Раджкот — один из наиболее быстро растущих городов мира.
Административный центр округа Раджкот. Расположен в 245 км к западу от столицы штата — города Гандинагар на берегах рек Аджи и Ниари. С 15 апреля 1948 года по 31 октября 1956 года Раджкот являлся столицей штата Саураштра (до его присоединения к штату Бомбей 1 ноября 1956 года). С 1 мая 1960 года — в составе штата Гуджарат.

## История

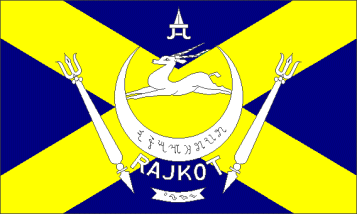
Флаг княжества Раджкот, до 1948

Раджкот основан Тхакором Сахибом Вибходжи Аджоджи Джаейя из клана Джадейя в 1620 году. Тхакор Сахиб Вибходжи Аджоджи Джаейя являлся внуком Джам Шри Сатарсал Вибхаджи Джадейя — правителя государства Наванагар.
До того, как здесь обосновались правители из клана Джадейя, эти земли находились под властью государства Газнавидов и султанов Гуджарата. В 1590 году в результате битвы при Бхучар Мори правители Наванагар были разгромлены армией Великих Моголов. Тхакор Сахиб Видходжи Аджоджи Джадейя был заключён под стражу и отправлен в Дели. Город получил название «Раджкот» в 1620 году в честь Раджу Сандхи, сооснователя княжества Раджкот, наряду с Тхакором Сахибом Видходжи Аджоджи Джадейя.
Границы княжества Раджкот были расширены при Тхакор Сахиба Мехраманджи I Вибходжи, в качестве награды за содействие в подавлении сопротивления войскам империи Великих Моголов племён.
В 1720 году Раджкот был захвачен Масум Ханом, заместителем наваба Джунагадха, и переименован в Масумабад. В 1722 году им была возведена в Раджкоте оборонительная крепость периметром 4 на 5 километров и со стенами 8 футов в ширину.
В 1732 году Раджкот был завоёван Тхакор Сахиб Ранмалджи Мехраманджи и вновь переименован в Раджкот. В 1818 году вследствие раскола в правящей династии местные правители приняли протекторат Британии. Раджкот стал местом расположения местной британской администрации. В колониальный период в Раджкоте был построен ряд выдающихся зданий и основан ряд образовательных заведений, в том числе Колледж Раджкумар.
В феврале 1948 году княжество Раджкот вместе со своими соседями образовало Объединённый штат Саураштра. Столицей штата стал Раджкот. 1 ноября 1956 года штат Саураштра присоединен к штату Бомбей. 1 мая 1960 года включён в состав штата Гуджарат.

## Климат
Раджкот расположен в зоне тропического климата, с жарким засушливым летом — с середины марта по середину июня, влажным сезоном муссонов — с середины июня до октября, когда город получает в среднем 620 мм осадков. Месяцы с ноября по март отличаются умеренной температурой (около 20 °C) и низкой влажностью.
Одним из основных явлений природы, связанных с городом Раджкот, являются циклоны, которые образуются в Аравийском море в первые месяцы после сезона дождей. В это время на сушу обрушиваются сильнейшие ливни с ураганными ветрами.
Летом температура колеблется между 24 °C и 42 °C. В зимние месяцы температура в Раджкоте изменяется между 10 °C и 22 °C.
| Показатель                    | Янв. | Фев. | Март | Апр. | Май  | Июнь | Июль  | Авг.  | Сен.  | Окт. | Нояб. | Дек. | Год   |
| ----------------------------- | ---- | ---- | ---- | ---- | ---- | ---- | ----- | ----- | ----- | ---- | ----- | ---- | ----- |
| Абсолютный максимум, °C       | 36,4 | 40,0 | 43,9 | 44,4 | 47,9 | 45,8 | 40,6  | 38,8  | 42,8  | 41,9 | 38,4  | 36,4 | 47,9  |
| Средний суточный максимум, °C | 28,2 | 30,8 | 35,2 | 38,6 | 40,3 | 37,6 | 32,9  | 31,5  | 33,2  | 35,5 | 32,9  | 29,6 | 33    |
| Средний суточный минимум, °C  | 11,8 | 13,8 | 18,0 | 21,7 | 24,8 | 26,1 | 25,1  | 24,1  | 23,1  | 21,5 | 17,6  | 13,6 | 19    |
| Абсолютный минимум, °C        | −0,6 | 1,1  | 6,1  | 10,0 | 16,1 | 20,0 | 19,4  | 20,1  | 16,7  | 12,2 | 7,2   | 2,8  | −0,6  |
| Норма осадков, мм             | 1,0  | 1,0  | 1,0  | 1,6  | 3,9  | 98,9 | 242,5 | 174,3 | 101,0 | 53,2 | 10,0  | 0,8  | 689,2 |
| Источник:                     |      |      |      |      |      |      |       |       |       |      |       |      |       |

## Демография
На 2008 год население города составляло 1 335 397 человек, 52,43 % мужчин и 47,57 % женщин. Уровень грамотности 80,6 %, что выше, чем средний национальный уровень в 59,5 %. 90 % населения — индусы:

## Культура
В городе находится множество достопримечательностей. Юбилейные сады — большой парк в центре города, в котором находится множество памятников колониального времени. Также в парке расположены зал Канахты и музей Уотсона.
В Раджкоте находится дом Махатмы Ганди, в котором в настоящее время расположена постоянная выставка, посвящённая этому человеку.